# Pseudomicrodes
Pseudomicrodes is een geslacht van vlinders van de familie spinneruilen (Erebidae).

## Soorten
- P. decolor Rebel, 1907
- P. ecrufa (Hampson, 1905)
- P. fuscipars Hampson, 1910
- P. mediorufa Hampson, 1910
- P. ochrocraspis Hampson, 1910
- P. polysticta Hampson, 1910
- P. rufigrisea Hampson, 1910
- P. varia Berio, 1944